# Samael Aun Weor
Víctor Manuel Gómez Rodríguez (Bogotá, 6 de marzo de 1917;-Ciudad de México, 24 de diciembre de 1977), conocido como Aun Weor (desde 1947) y como Samael Aun Weor (desde 1954), fue un esoterista, escritor y conferencista colombiano, fundador del movimiento gnóstico moderno, que algunos autores denominan neognosticismo, haciendo referencia a la época en la que diseminó su enseñanza
Tras su muerte surgieron otras organizaciones que se denominan «gnósticas» ―como derivaciones del movimiento inicial que el V.M Samael Aun Weor fundó en América Latina, España y otras partes del mundo.

## Biografía
Víctor Manuel Gómez Rodríguez nació el 6 de marzo de 1917 en Bogotá, Colombia. Fue hijo de Manuel Gómez Quijano y de Francisca Rodríguez. Se sintió atraído desde muy joven por el esoterismo, estudiando en grupos espiritistas, teosóficos y rosacruces en Bogotá. A los diecisiete años comenzó a participar en un grupo teosófico en Bogotá. Desde entonces fue un gran lector de libros religiosos y esotéricos, en una búsqueda espiritual que lo llevaría a unirse a diferentes organizaciones.
Posteriormente, en 1936 ingresó en la filial bogotana de la Fraternidad Rosacruz Antigua, fundada por Arnold Krumm-Heller (Huiracocha), militar mexicano que, habiendo nacido en Salchendorf, Alemania, el 15 de abril de 1876, participó en la Revolución mexicana, toda vez que su familia había emigrado a México en 1923.
Afirma haber nacido con la facultad particular del desdoblamiento astral, lo que le permitió, a lo largo de toda su vida, investigar directamente la espiritualidad y el esoterismo conocido hasta el momento. Así mismo, investigar la historia, la antropología, las civilizaciones antiguas, las religiones, la ciencia, la psicología y la parapsicología.
Fue en Armenia, un municipio de Colombia, en el año 1946, donde Víctor Manuel conoció a Arnolda Garro quien se convertiría en su esposa en 1948. Vivió en la Sierra Nevada de Santa Marta, donde aprendió la medicina tradicional con las comunidades indígenas que allí habitan desde tiempos inmemoriables, descendientes de los Arhuacos. Practicó la medicina tradicional curando a muchas personas de manera gratuita. Esta situación le provocó problemas con las autoridades médicas, pues sus remedios eran mucho más efectivos que la medicina alopática de la época y no cobraba sus consultas médicas.
Además escribió un libro titulado "El Matrimonio Perfecto" que le traería problemas con las autoridades religiosas y algunos círculos conservadores del país. A finales de ese 1954, Víctor Gómez es finalmente aprehendido y estuvo preso en Santa Marta (norte de Colombia).  Los cargos fueron por ejercer la medicina sin ser médico y no tener cédula profesional. La acusación decía: «Este señor, además de cometer el delito de curar a los enfermos, es también autor de un libro titulado El Matrimonio Perfecto, el cual es un atentado contra la moral pública y las buenas costumbres de los ciudadanos»..
Gracias a su amigo Julio Medina, quien pagó la multa, Víctor Manuel sale de la cárcel, pero como continúa ejerciendo la medicina, poco después tenía otra orden de aprehensión en su contra, así que sus seguidores para ayudarlo, prepararon la estrategia para la huida y los recursos económicos para que su maestro saliera de Colombia. Así, a los 37 años de edad, Víctor Manuel Gómez Rodríguez, ya con el alias de Samael Aun Weor, deja su país de origen en 1956. 
Desde 1947, Víctor Manuel había empezado a formar un grupo de seguidores en Bogotá, así es que cuando en enero de 1950 termina su Libro El Matrimonio Perfecto, mismo que firma como Aun Weor, Julio Medina Vizcaíno, quien fue su mecenas y padrino de bautizo de Hipatia, lo publica y distribuye entre los seguidores y a las puertas de las escuelas espirituales y esotéricas de Bogotá y resto de Colombia.

Amar, cuán bello es amar. Solo las grandes Almas pueden y saben amar. El amor es ternura infinita... el amor es la vida que palpita en cada átomo como palpita en cada sol. El amor no se puede definir porque es la Divina Madre del Mundo; es eso que adviene a nosotros cuando realmente estamos enamorados. El amor se siente en lo hondo del corazón; es una vivencia deliciosa; es un fuego que consume, es vino divino, delirio del que lo bebe. Un simple pañuelito perfumado, una carta, una flor, promueven en el fondo del Alma tremendas inquietudes íntimas, éxtasis exóticos, voluptuosidad inefable.
Nadie ha podido jamás definir el amor; hay que vivenciarlo, hay que sentirlo. Sólo los grandes enamorados saben realmente qué es eso que se llama amor.
Extracto del primer capítulo de El matrimonio perfecto. (Samael Aun Weor, 1950)

Gracias a ese libro y a la difusión que Julio Medina hizo del mismo, Víctor Manuel Gómez, ya como Aun Weor, se da a conocer también en Venezuela y Centroamérica. 

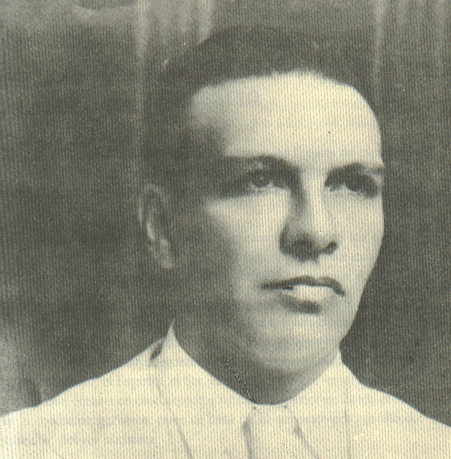
Víctor Gómez Rodríguez como Aun Weor (1947), antes de pasar a llamarse «Samael Aun Weor» (1954).

Víctor Gómez Rodríguez (Samael Aun Weor), sale de Colombia con su esposa y sus tres hijos: Isis, Osiris e Hipatía. Viajaron por barco a Panamá, en donde conformó la AGLA (Acción Gnóstica Libertadora de Amerindia), integrada por su Movimiento Gnóstico Cristiano Universal y el ALAS (Acción Libertadora de América del Sur), fundada en Buenos Aires por el argentino Francisco A. Propato (V. M. Luxemil) y el Ariavarta Áshram, del indio Swami Sivananda (1887-1963).
De ahí siguió por tierra a Costa Rica, en donde estuvo un mes dando charlas en casas de seguidores y en donde nace su hijo Horus Gómez Garro. 

Siguen a República de El Salvador, en donde dejó un importante número de simpatizantes.[cita requerida]

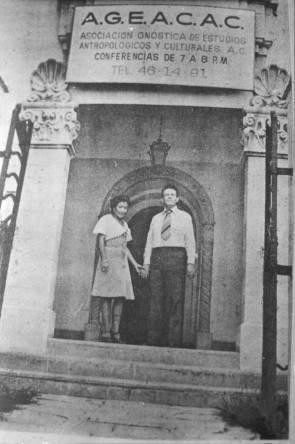
Víctor Gómez Rodríguez (Samael Aun Weor) y Arnolda Garro (Litelantes), al frente de su primera asociación en México: AGEACAC.

Más tarde, a principios de 1957, llega a Veracruz (México), para después trasladarse a la ciudad de Toluca (México) y poco después a la capital del país, donde estableció la Asociación Gnóstica de Estudios Antropológicos y Culturales (AGEACAC).[cita requerida]
El 20 de febrero de 1962, el Movimiento Gnóstico Cristiano Universal, que en ese entonces era liderado en Bogotá por Joaquín Amorteguí Valbuena (el Maestro Rabolú), obtuvo reconocimiento jurídico bajo la Resolución 050.[cita requerida]
El 27 de octubre de 1976 se celebró en Guadalajara el Primer Congreso Gnóstico Internacional, donde Samael Aun Weor entregó de palabra los derechos de propiedad intelectual de todas sus obras a la «pobre humanidad doliente».[cita requerida]
Víctor Gómez Rodríguez, según sus propias declaraciones, vivió principalmente de la caridad. No cobraba por las innumerables conferencias que dio y libros que ha escrito. Se dice que renunció a los derechos de autor de su obra literaria
Aconsejó a quienes intentaron glorificarlo, que buscaran el trabajo sobre sí mismos en lugar de perder el tiempo exaltando vanamente a su persona. Pero, no obstante aceptó un himno, impuso rituales los días 27 de cada mes y sobre todo el 27 de octubre para conmemorar el advenimiento del Logos Samael, creando así una fecha especial para sus seguidores, la cual equiparan con la Navidad de Jesús.
Víctor Gómez Rodríguez (Samael Aun Weor) falleció el 24 de diciembre de 1977 sin un diagnóstico certero. Tras su fallecimiento, en el congreso de Caracas de 1978, Arnolda (maestra Litelantes), su hija Hipatia, Julio Medina (Maestro Gargakuichines) y Joaquín Amorteguí (maestro Rabolú), públicamente se pelearon por ostentar la dirigencia de las institucciones gnósticas. Finalmente concluyeron en crear un triunvirato que duró muy poco, ya que cada uno creó su propia rama, además de otras más, porque empezaron a surgir autonombrados "maestros" con los más exóticos y rimbombantes nombres por todas partes. A la fecha de esta edición existen asociaciones gnósticas en varios países.

## Enseñanza
El gnosticismo es un sistema de pensamiento sincrético que abarca campos tan diversos como el arte, la religión, la ciencia y la filosofía. Es difícil ubicar en el tiempo y la geografía su origen, ya que hay quienes aseguran que Jesús fue gnóstico, así como más remotos antepasados, mientras el catolicismo asegura que se inició en los primeros cuatro siglos del cristianismo. Llegó a su expresión más desarrollada en los dos primeros siglos de la era cristiana, constituyendo un cuerpo de doctrina que los padres de la Iglesia consideraron herético.
Afirman que su enseñanza se basa en tres pilares: "Muerte Mistica", "Castidad Cientifica" y "Sacrificio por la Humanidad".

### «Muerte en marcha»
La muerte en marcha es una muerte de tipo psicológico, que impacta directamente en el despertar de la consciencia. A la "Muerte en marcha" se la designa también con otros varios nombres; eliminación de defectos, eliminación de agregados psicológicos, reducir a polvareda cósmica los yoes. Los yoes vienen a ser los agregados psicológicos sean estos los generales; ira, codicia, lujuria, envidia, gula, orgullo, avaricia que se deben eliminar para que la esencia quede libre y pueda expresarse la consciencia.
La muerte en marcha es una práctica espiritual que implica la auto-observación psicológica en los tres cerebros (mente, corazón y sexo) para descubrir los "yoes" o defectos psicológicos en nosotros mismos. La práctica consiste en pedir a nuestra Madre Divina Devi Kundalini que saque y desintegre esos "yoes" que hemos descubierto a través de la auto-observación. La muerte en marcha se llama así porque se trata de una muerte a cada defecto psicológico que descubrimos "instante a instante", y se lleva a cabo mediante la súplica a nuestra Madre Divina Devi Kundalini.
Esta práctica es considerada como la única puerta de redención que Dios señaló a la humanidad desde el Génesis. Según las enseñanzas de Samael Aun Weor, la disolución del ego se realiza mediante la observación, juicio y ejecución. La auto-observación psicológica en los tres cerebros es la observación necesaria para detectar los defectos psicológicos. La súplica a nuestra Madre Divina Devi Kundalini en la práctica de la muerte en marcha es el juicio necesario para enjuiciar a los defectos psicológicos. La ejecución final es realizada por nuestra Madre Divina Devi Kundalini, quien desintegra el defecto psicológico en el acto. El resultado será la liberación del 97% de consciencia dormida que posee en promedio cada persona. Una comparación pertinente se puede ver en un cuarto desordenado, sucio, lleno de basura, desechos, cosas innecesarias. Al limpiar y desocupar este cuarto, queda espacio para que la luz entre y penetre en todo el espacio.

### «Castidad científica»
En su primer libro, El Matrimonio Perfecto, expone el asunto de la Transmutación Sexual y asienta en esa institución el convertir el semen en amor y sabiduría.
Samael Aun Weor argumentaba que había un requisito indispensable para regenerar el cuerpo físico y los princípios anímicos del alma: la  «castidad científica».
En su exposición, evidenciaba que mediante la transmutación de la energía sexual (el esperma o semen masculino, y los líquidos de las glándulas de Skene en la contraparte femenina), se pueden fabricar lo que él llamó Cuerpos Existenciales Superiores del Ser (ver cuerpo astral, cuerpo mental, cuerpo causal).

Si el hombre y la mujer saben retirarse antes del espasmo, si tuvieran en esos momentos de gozo delicioso fuerza de voluntad para dominar al ego animal, y si luego se retirasen del acto sin derramar el semen, ni dentro de la matriz, ni fuera de ella, ni por los lados, ni en ninguna parte, habrían cometido un acto de Magia Sexual, eso es lo que se llama en ocultismo el ARCANO A. Z. F.
Samael Aun Weor (1961), en El matrimonio perfecto.

[Dijo Jesús] «Las multitudes no pueden ver al Superhombre. El Superhombre se hace invisible para las multitudes». Nicodemo no entendió nada de esto y respondiendo dijo: «¿Cómo puede esto hacerse?». Respondió Jesús y le dijo: «¿Tú eres el Maestro de Israel, y no sabes esto?». Realmente Nicodemo conocía las Sagradas Escrituras porque era un rabí, pero no conocía la Magia Sexual porque Nicodemo no era Iniciado. [...] Jesús practicó Magia Sexual con una vestal de la Pirámide de Kefrén. Así Él nació. Así fue como Él se preparó para encarnar al Cristo. Así fue como pudo encarnar al Cristo en el Jordán.
Samael Aun Weor, en El matrimonio perfecto.

El hombre tiene el poder de recrearse a sí mismo. El hombre puede crear dentro de sí mismo al Superhombre. Esto es posible utilizando sabiamente el poder sexual. Podemos recrearnos como auténticos Superhombres. Esto solo es posible con la transmutación sexual. La clave fundamental de la transmutación sexual es el Arcano A. Z. F. (la Magia Sexual).
En la unión del Phalo [sic, por falo o phallus] y el útero se haya [sic, por halla] la clave de todo poder. Lo importante es que la pareja aprenda a retirarse del acto sexual antes del espasmo, antes del derrame seminal. No se debe derramar el semen ni dentro del útero ni fuera de él, ni por los lados, ni en ninguna parte. Hablamos así claro para que la gente entienda, aun cuando algunos puritanos infrasexuales nos califiquen de pornográficos.
Samael Aun Weor, en El matrimonio perfecto.

Muchas veces se manifestó en contra de teosofistas, rosacrucistas y espiritualistas porque rechazaban la enseñanza del «gran arcano», el secreto para despertar el Kundalini. Discrepaba de las ideas de Gurdjieff, quien consideraba que el Kundalini era algo peligroso e indeseable para el hombre. En el libro La revolución de Bel, Samael acusó de «mago negro», por promover el mentalismo y la "fornicación", al primer imperator de los rosacruces de la asociación AMORC. Su enseñanza se basa fundamentalmente en la práctica del Gran Arcano (o sea la práctica de la magia sexual dentro del matrimonio) rechazando la homosexualidad, la prostitución, la masturbación, el orgasmo y la eyaculación.[cita requerida].
El centro de la doctrina de Samael es la transformación de la naturaleza humana mediante la transmutación de la energía sexual, para modificar lo que los alquimistas medievales llamaban el «plomo de la personalidad» en el «oro del espíritu».
Samael Aun Weor popularizó el antiguo conocimiento de retener la eyaculación y sostenía que  las Jerarquías Divinas se encargan de seleccionar un espermatozoide para fertilizar el huevo femenino, por lo que, según él, es absurdo eyacular millones de espermatozoides.[cita requerida]

### «Sacrificio por la humanidad»
Partiendo del significado etimológico de "sacrificio" como "hacer algo sagrado", podemos entender "Sacrificio por la humanidad" como la acción de hacer algo sagrado u ofrecer algo en nombre de la humanidad. El término "Sacro oficio" también puede ayudarnos a entender este concepto, ya que hace referencia a un oficio o servicio sagrado.
Este concepto, en la práctica, consiste en ofrecer de manera desinteresada, sin discriminación alguna, el regalo del conocimiento gnóstico, con el objetivo de favorecer a los individuos quienes buscan consciente o inconscientemente las enseñanzas de la liberación del ser.
El Sacrificio por la Humanidad es una acción que se diferencia de la caridad en que consiste en entregar conocimiento sin límites a la humanidad, lo cual implica prepararse no sólo intelectualmente, sino esotéricamente, es decir, despertando conciencia. Este sacrificio implica trabajar siempre desinteresadamente con infinito amor por la humanidad, llevando la palabra a todas partes, formando Lumisiales y creando el Ejército de Salvación Mundial.
En palabras de Samael Aun Weor: "Debemos amar y adorar a toda la humanidad, sacrificarnos por ella y estar siempre dispuestos a dar hasta la última gota de sangre por amor a esa pobre humanidad doliente. Se debe trabajar siempre desinteresadamente con infinito amor por la humanidad, así alteramos aquellas malas causas que originaron los malos efectos"

## Obras
- 1950 El matrimonio perfecto o puerta de entrada a la iniciación
- 1950 La revolución de Bel
- 1951 Curso zodiacal
- 1952 Apuntes secretos de un gurú
- 1953 Las siete palabras
- 1954 Manual de magia práctica
- 1954 Rosa ígnea
- 1954 Tratado de alquimia sexual
- 1954 Voluntad Cristo
- 1955 Los misterios del fuego
- 1955 Tratado de medicina oculta y magia práctica
- 1956 Los misterios mayores
- 1956 Nociones fundamentales de endocrinología y criminología
- 1958 El magnus opus
- 1959 El libro amarillo
- 1959 La montaña de la Juratena
- 1959 Logos, mantram, teúrgia
- 1959 Tratado esotérico de teúrgia
- 1960 El mensaje de Acuario
- 1961 El Cristo social (sobre política y problemas sociales)
- 1961 La caridad universal
- 1964 La disolución del yo - Mensaje de Navidad
- 1964 Las naves cósmicas
- 1965 La ciencia de la música y el abuso sexual - Mensaje de Navidad
- 1965 La transformación social de la humanidad

- 1966 El collar del Buda - Mensaje de Navidad
- 1967 Los cuerpos solares y sabiduría gnóstica - Mensaje supremo de Navidad.
- 1967 Plataforma del POSCLA (Partido Obrero Socialista Cristiano Latino-Americano, creado por Samael Aun Weor)
- 1967 Platillos voladores
- 1967 Tratado esotérico de astrología hermética
- 1968 Curso esotérico de magia rúnica - Mensaje de Navidad
- 1969 Curso esotérico de kábala
- 1969 Mi regreso al Tíbet - Mensaje de Navidad
- 1970 Educación fundamental
- 1970 El Parsifal develado - Mensaje de Navidad
- 1971 El misterio del áureo florecer - Mensaje de Navidad
- 1971 Gran manifiesto gnóstico (Manifiesto gnóstico del décimo año de Acuario)
- 1972 Gran manifiesto gnóstico
- 1972 Las tres montañas - Mensaje de Navidad
- 1973 Magia crística azteca
- 1973 Sí, hay infierno; sí, hay diablo; sí, hay karma - Mensaje de Navidad
- 1974 La doctrina secreta de Anáhuac - Mensaje de Navidad
- 1975 La gran rebelión
- 1975 Psicología revolucionaria - Mensaje de Navidad
- 1977 Los misterios mayas
- 1977 Tratado de medicina oculta y magia práctica - Mensaje de Navidad
- 1978 Tarot y kábala
- 1983 El pistis sophía develado

### Transcripción de Conferencias
- Antropología gnóstica
- Didáctica del autoconocimiento
- Los misterios del esoterismo crístico
- Los planetas metálicos de la alquimia

### Recopilaciones
- Catecismo gnóstico (incluye «Conciencia Cristo» y «El poder está en la cruz»)
- El despertar del hombre
- Gnosis en el siglo XX

- La piedra filosofal o el secreto de los alquimistas

- Mirando al misterio
- Significado oculto de los sueños

### Escritos cortos
- Constitución y liturgia del movimiento gnóstico
- El Libro de los Muertos
- Gran manifiesto gnóstico del Supremo Consejo de la Paz
- Gran manifiesto gnóstico del tercer año de Acuario
- Introducción a la gnosis
- Libro sagrado de liturgia
- Liturgia del movimiento gnóstico
- Los misterios de la vida y de la muerte
- Luto en la bandera gnóstica
- Matrimonio, divorcio y tantrismo
- Para los pocos
- Supremo gran manifiesto universal del movimiento gnóstico (también publicado como Gran manifiesto gnóstico del segundo año de Acuario)

### Entrevistas
- Más allá de la muerte

### Estractos
- Ejercicios de lamasería

### Reediciones
- 1985 Las escuelas esotéricas

### Libros derogados
- El libro de la Virgen del Carmen

### Libros sobre Samael aun Weor
- Las respuestas que dio un lama (escrito por Óscar Uzcátegui, contiene una extensa colección de preguntas respondidas por Samael Aun Weor)

### Atribución dudosa
- La revolución de la dialéctica

Con el fin de que sus obras llegasen a los más pobres, rechazó los derechos de autor, y así lo declaró públicamente en el Primer Congreso Gnóstico Internacional celebrado en Guadalajara, México.[cita requerida]

Hoy por hoy mis queridos hermanos y por siempre, renuncio y he renunciado, y seguiré renunciando, a los derechos de autor. ¡Lo único que deseo es que estos libros se vendan en forma barata, al alcance de los pobres, al alcance de todos los que sufren y lloran! ¡Que el más infeliz ciudadano pueda conseguir ese libro, con los pocos pesos que lleva entre su bolsa! ¡Eso es todo!
Samael Aun Weor, discurso en Guadalajara (México), el 29 de octubre de 1976

## Críticas

### Al movimiento neognóstico
Este Algunos autores han etiquetado al Movimiento Gnóstico como una seudoiglesia
.
.
En 1990, tras numerosas consultas con miembros de la Iglesia católica y otras figuras (tales como abogados, fiscales, psiquiatras y psicólogos) que prefirieron permanecer anónimas, Pilar Salarrullana ―que ha sido una figura política desde 1974 y es considerada una experta en sectas― publicó Las sectas: un testimonio vivo del terror mesiánico en España que se convirtió en un superventas con seis ediciones en el primer año y, a pesar de su popular tono inquisidor, denuncia a los movimientos neognósticos como algunas de las plagas antisociales "más peligrosas en España", lo cual denota lo implicado que está la cúpula del Vaticano en atacar y perseguir a los gnósticos tal y como se hacía en los primeros tiempos de la I. Católica y durante la inquisición.

María, la madre de Jesús, es la misma Isis, Juno, Deméter, Ceres, Maía, etc., la Madre Cósmica o Kundalini (Fuego Sexual) del cual nace el Cristo Cósmico siempre. [...] La María Magdalena es la misma Salambo, Matra, Ishtar, Astarté, Afrodita y Venus con la cual tenemos que practicar Magia Sexual para despertar el Fuego.
Samael Aun Weor, en El matrimonio perfecto.

En instantes del Bautismo, el Cristo entró dentro del adorable Jesús por la glándula pineal.
Samael Aun Weor, El matrimonio perfecto.

A partir de febrero de 1984, el Gobierno de Tenerife (Canarias), negó la legalización de la Iglesia Gnóstica Cristiana Universal de España, que estaba funcionando en la calle San Francisco 38, de Santa Cruz de Tenerife, aduciendo que dicha organización no era una iglesia legítima, ya que no tenía por aquel entonces ningún registro de su constitución como tal en ningún país.
El 13 de abril de 2010, el Registro de Entidades Religiosas de España inscribió como religión a la filial de Murcia de los neognósticos.
Samael Aun Weor ha sido acusado de plagiar obras de autores,   Eliphas Levi, Madame Blavatsky, George Guryíef, Jiddu Krishnamurti y Arnold Krumm-Heller

### Al contenido de sus obras

#### Crítica a la homosexualidad
Samael Aun Weor en algunos libros y conferencias escribió sobre la homosexualidad. La consideró como una manera equivocada de vivir la sexualidad, argumentando, que estaba en contra de lo que la naturaleza ha previsto. Además, lo relacionó con una forma de violencia contra la naturaleza original o primigenia de la sexualidad. En este sentido, habla de la esfera del abuso (Nahemah) y de la violencia (Lilith) en la sexualidad. En esta última ubica la homosexualidad debido, según él, a ser una especie de violencia contra el acto sexual normal, por el hecho de no encajar (biológicamente hablando) los órganos sexuales:

Anael representa al rayo positivo de Venus (diosa). Lilith representa el rayo negativo de Venus (diosa). Las tradiciones de los grandes cabalistas dicen que Adán tenía dos esposas: Lilith y Nahemah. Lilith es la madre de los abortos, pedrerismos, degeneración sexual, homosexualismos, infanticidios, etc., etc.
Nahemah es la madre del adulterio. Nahemah seduce con el encanto de su belleza
Samael Aun Weor, en El matrimonio perfecto. Capítulo III, pp. 21-22.

Si bien promulgó en su enseñanza el respeto por todos los seres en general, y a los homosexuales en particular, fue enfático en que esta manera de proceder en la sexualidad no era acorde con los postulados de la Sexualidad Sagrada que él divulgó en su libro El Matrimonio Perfecto:

La esfera de Lilith se distingue por su crueldad. La psicología de esta esfera tiene variados aspectos: monjes o monjas que odian el sexo. Homosexualismo en los conventos. Homosexualismos fuera de toda vida monacal. Abortos provocados. Gentes que aman la masturbación. Gentes criminales del lupanar. Gentes que gozan torturando a otros. En esta esfera hallamos los crímenes más horribles que registran las
crónicas de policía. Horribles casos de sangre, crímenes de origen homosexual. Espantoso sadismo. Homosexualismo en las cárceles. Homosexualismo entre mujeres. Espantosos criminales mentales. Aquellos que gozan haciendo sufrir al ser que aman.
Infanticidios horribles. Parricidios, matricidios, etc., etc. Gentes seudo-ocultistas que prefieren sufrir de poluciones nocturnas antes que casarse. Gentes que odian mortalmente el Arcano A.Z.F., y el Matrimonio Perfecto. Gentes que creen llegar a Dios odiando el sexo. Gentes anacoretas que aborrecen el sexo, y que lo consideran como vulgar y grosero.
Samael Aun Weor, en El matrimonio perfecto, Capítulo IV, pp. 34-35.

Adicionalmente, consideró la ingesta anticonceptivos por sus componentes químicos que, según él, dañan la naturaleza sexual del hombre y la mujer.

La píldora anticonceptiva [...origina] criaturas enfermas, locos, paralíticos, sordomudos, ciegos, idiotas, homosexuales, mujeres lesbianas, etc.
Samael Aun Weor, en Mensaje de Navidad (1969-1970)[cita requerida]